# Helene Uri
Helene Uri, född 11 december 1964 i Stockholm, är en norsk författare och språkforskare. Hon fick sin doktorsgrad i lingvistik vid Universitetet i Oslo 1996, och har utgivit både facklitteratur, barn- och ungdomsböcker och romaner. Uri debuterade skönlitterärt 1995 med ungdomsromanen Anna på fredag en Sofies värld-inspirerad framställning av språkvetenskapliga teman. Uri fick Kultur- och kyrkodepartementets priser för barn- och ungdomslitteratur för Den store faktaboka om språk 1998.